# Золотая медаль

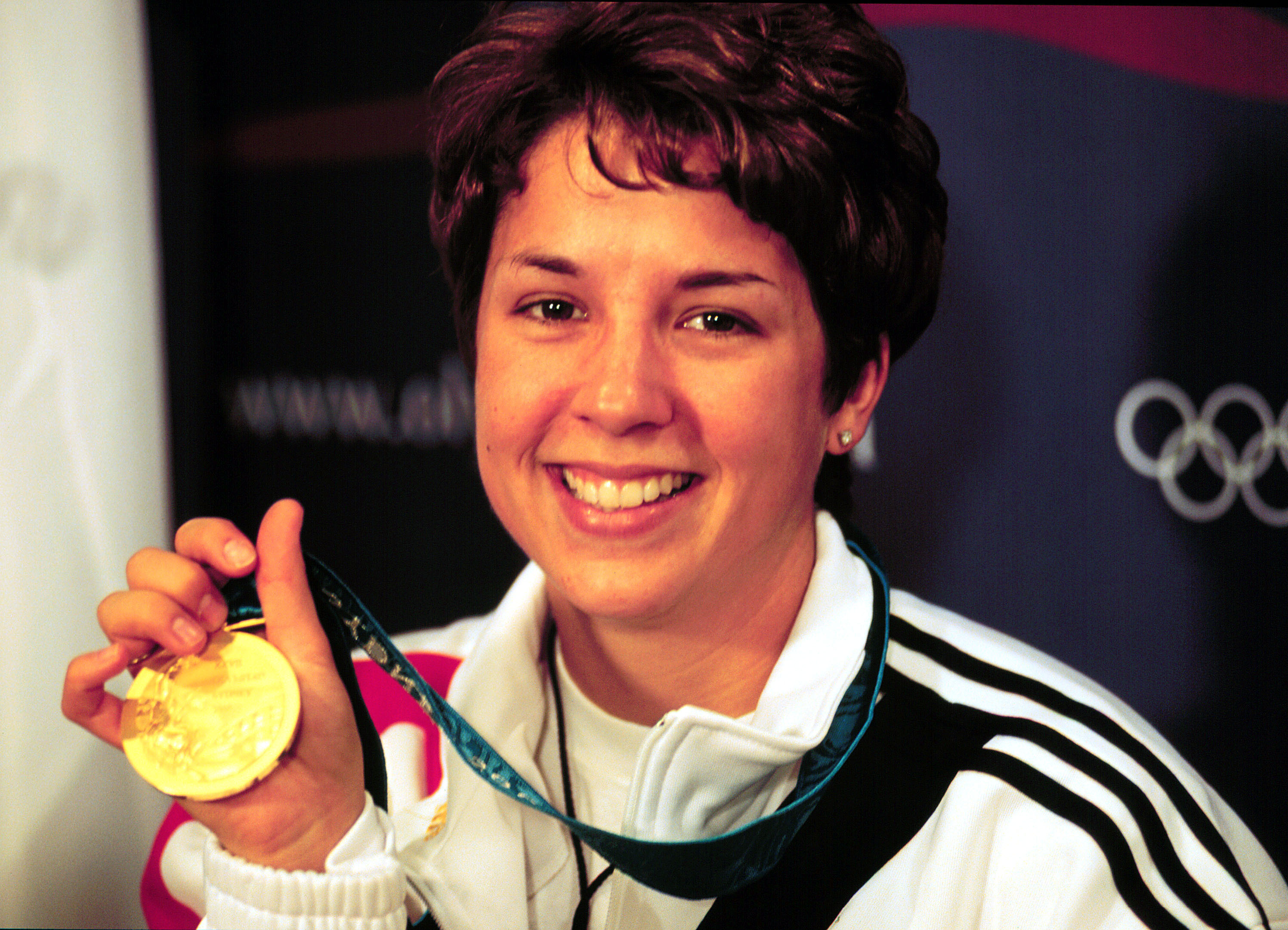
Золотая олимпийская медаль
Нэ́нси Линн Джонсон (Сидней—2000)

Золотая медаль — один из видов медалей, используемых в качестве награды.
Как правило, выдается участнику, который занял первое место в каком-либо соревновании, состязании, либо показал лучшие показатели в каком-либо зачёте. Победители, занявшие второе и третье место, традиционно награждаются серебряной и бронзовой медалью, соответственно.

## История

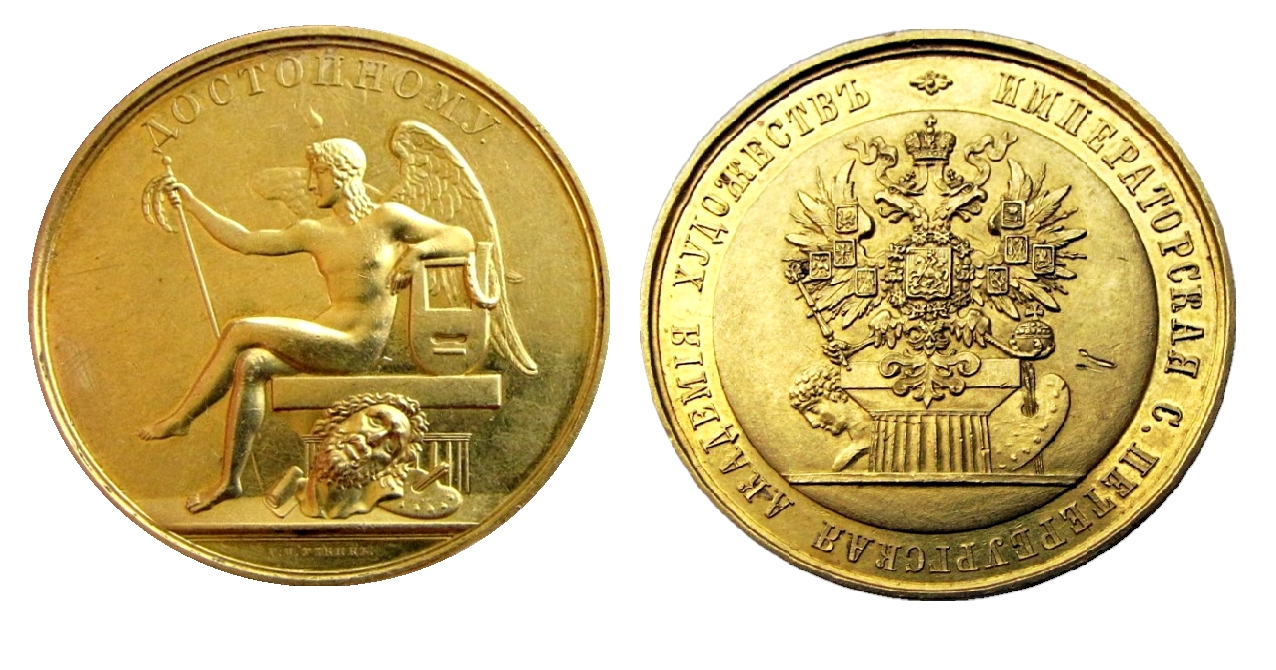
Золотая медаль «Достойному»
Императорской Академии художеств

Название данной награды происходит от использования, по меньшей мере, части золота в виде напыления или легирования при изготовлении медали.
Концепция подобного знака отличия первоначально возникла в военном деле еще в Средние века, но со временем в подавляющем большинстве случаев золотой медалью стали отмечать небоевые заслуги. Отчасти это произошло благодаря появлению в военной сфере более конкретизированных наград (например: Золотое оружие «За храбрость», Орден Золотого руна, Медаль «Золотая Звезда» и т. д.).
Начиная с XVIII века золотыми медалями стали поощряться особо отличившиеся деятели искусства. Императорская Академия художеств также учредила Большую и Малую золотые медали, которыми отмечала наиболее выдающиеся, по мнению её членов, произведения архитекторов, скульпторов и художников.
Лауреатам Нобелевской премии также вручается золотая медаль, которая, в отличие от большинства одноимённых наград, действительно изготовлена из чистого золота.

## Олимпийские игры
В соревнованиях античных Олимпийских игр главной олимпийской наградой была не медаль, её учредили лишь на Олимпийских играх 1896 года; тогда медали призёров были серебряными вне зависимости от занятого ими места. Обычай вручения золотых, серебряных и бронзовых медалей для первых трёх мест был введен организаторами соревнований начиная с Олимпийских игр 1904 года, а затем быстро распространился и на многие другие спортивные мероприятия.

## Школьная золотая медаль

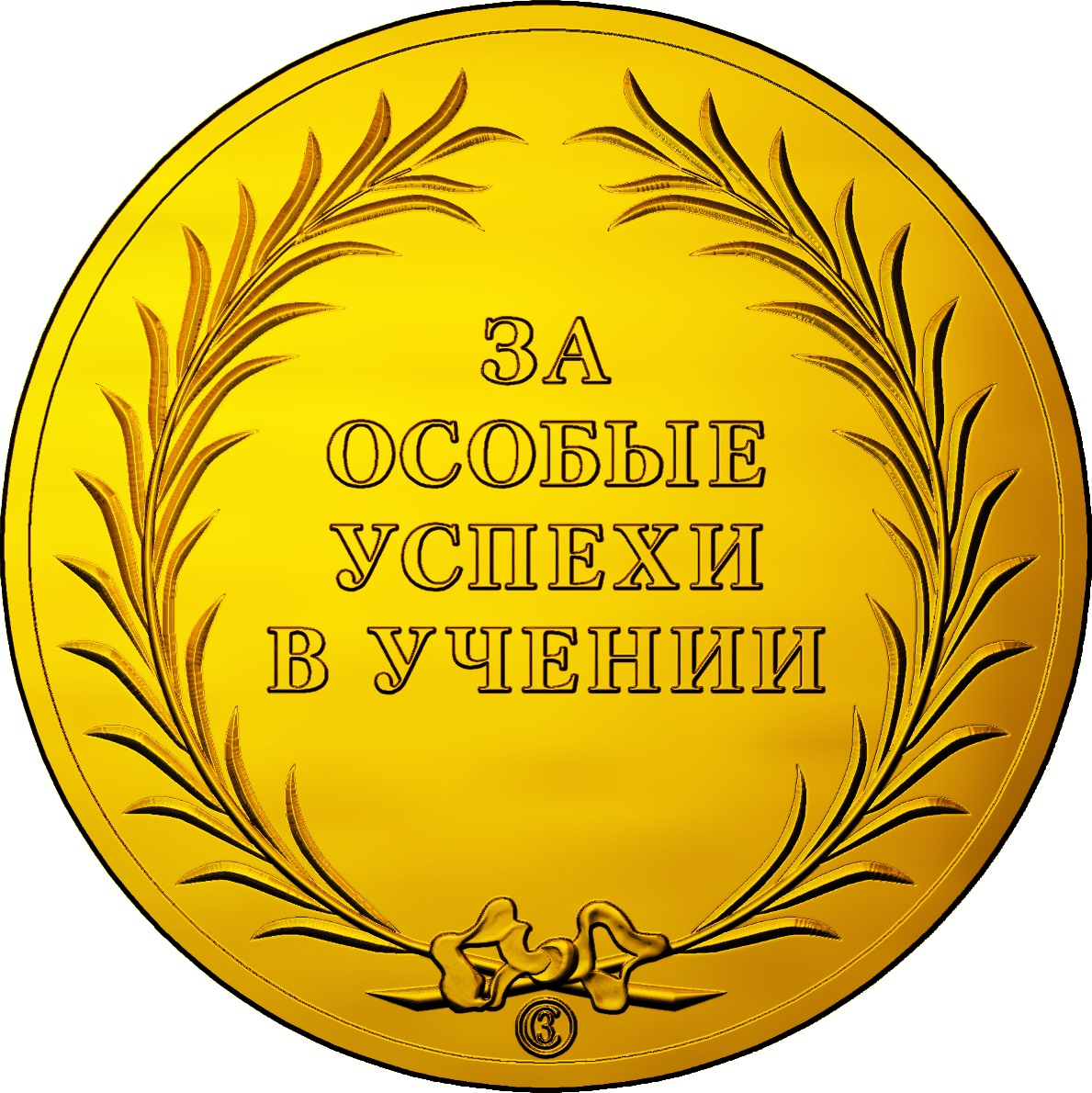
Школьная медаль

В СССР/России золотой медалью «За особые успехи в учении» награждались прошедшие государственную (итоговую) аттестацию выпускники, имевшие полугодовые, годовые и итоговые отметки «отлично» по всем общеобразовательным предметам учебного плана, изучавшимся на ступени среднего (полного) общего образования (то есть в 11 (12) классе и на выпускных экзаменах). Аттестат обладателя золотой медали оформлялся с золотым тиснением. На федеральном уровне, начиная с 2014 года, не вручается. Заменена новой наградой — медалью «За особые успехи в учении» образца 2014 года. При этом регионам дано право самостоятельно устанавливать виды поощрений обучающихся, в том числе и золотые медали регионального уровня, и награждать ими выпускников.
Школьные золотые медали появились ещё в дореволюционной России; они были учреждены в 1828 году на основе «Устава гимназии».